# Колчаново
Колча́ново — село в Волховском районе Ленинградской области. Административный центр Колчановского сельского поселения (до 2004 года — Колчановской волости).

## История
На карте Санкт-Петербургской губернии Ф. Ф. Шуберта 1834 года упоминается как Усадьба Колчаново.

КОЛЧАНОВО — деревня господ Кожиной и Сахаровых, по просёлочной дороге, число дворов — 4, число душ — 21. (1856 год)

КОЛЧАНОВО (ЮРЦОВО) — деревня владельческая при реке Сяси, число дворов — 3, число жителей: 15 м. п., 7 ж. п. (1862 год)

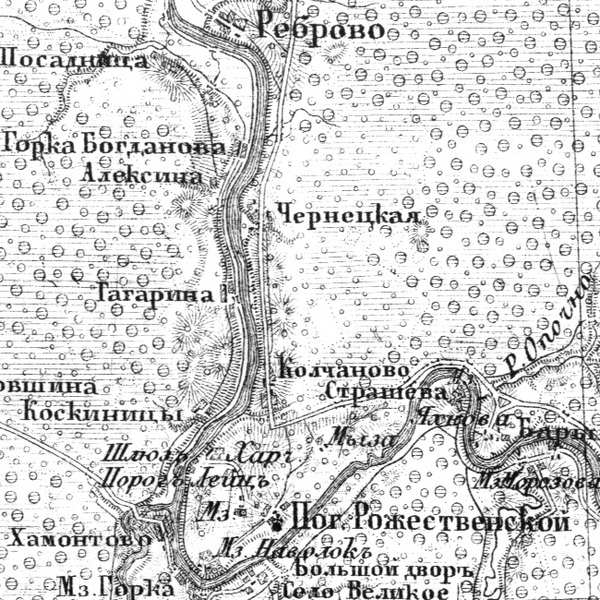
Земли села Колчаново на карте Ф. Ф. Шуберта 1872 года

Согласно материалам по статистике народного хозяйства Новоладожского уезда 1891 года одно имение при селении Колчаново площадью 16 десятин принадлежало крестьянину Тверской губернии Д. Семёнову, имение было приобретено частями в 1879 и 1882 годах за 2545 рублей, другое имение — площадью 894 десятины принадлежало местному крестьянину Е. С. Чугунному, имение было приобретено частями в 1875, 1875 и 1880 годах за 11 500 рублей, третье имение площадью 80 десятин принадлежало наследникам мещанина К. Н. Сидельникова, имение было приобретено до 1868 года, хозяева сдавали дом под телеграфную станцию, а также сдавали в аренду трактир и лавку. Четвёртое имение при селении Колчаново площадью 282 десятины принадлежало мещанину Ф. Н. Томашполю, имение было приобретено частями в 1885 и 1887 годах за 1535 рублей.
В конце XIX — начале XX века деревня административно относилось к Хамантовской волости 2-го стана Новоладожского уезда Санкт-Петербургской губернии.
По данным «Памятной книжки Санкт-Петербургской губернии» за 1905 год в селе Колчаново жил полицейский урядник.
С 1917 по 1921 год село Колчаново входило в состав Юрцевского сельсовета Хамонтовско-Колчановской волости Новоладожского уезда. В сентябре 1918 года в селе была создана трудовая артель сплавщиков.
С 1921 года в составе Хамонтовского сельсовета Волховского уезда.
С 1927 года в составе Волховского района.
С 1928 года в составе Колчановского сельсовета.
В январе 1930 года в селе был организован колхоз «В объединении сила».
По данным 1933 года село Колчаново являлось административным центром Колчановского сельсовета Волховского района, в который входили 11 населённых пунктов: деревни Андреевщина, Барышево, Великое Село, Коноплянкино, Коскеници, Морозово, Страшево, Хамантово, Юрцево, Яхново и само село Колчаново, общей численностью населения 1576 человек.
По данным 1936 года в состав Колчановского сельсовета с центром в деревне Колчаново входили 9 населённых пунктов, 345 хозяйств и 7 колхозов.
В 1939 году население села Колчаново составляло 1450 человек.
С 1946 года в составе Новоладожского района.
В 1958 году население села Колчаново составляло 1006 человек.
С 1963 года вновь в составе Волховского района.
По данным 1966 года село Колчаново, также входило в состав Колчановского сельсовета и являлось его административным центром.
По административным данным 1973 года в селе Колчаново располагалась центральная усадьба совхоза «Ленинский луч», село также являлось административным центром сельсовета.
По данным 1990 года в состав Колчановского сельсовета входили 27 населённых пунктов: село Колчаново; деревни Алексино, Андреевщина, Бор, Будаевщина, Великое Село, Вымово, Дяглево, Ежева, Каменка, Кивуя, Коскеницы, Кумин Бор, Морозово, Нивы, Пенчино, Посадница, Реброво, Сватковщина, Страшево, Тихомировщина, Усадище, Хамонтово, Яхново, Яхновщина; посёлки при станции Георгиевская, Колчаново, общей численностью населения 3962 человек. Административным центром сельсовета была деревня Алексино (1871 чел.).
В 2002 году в селе Колчаново проживали 1117 человек (русские — 95 %).
6 сентября 2004 года в состав села вошли посёлок при станции Колчаново и деревня Алексино.

## География
Находится в центральной части района, в излучине на правом берегу реки Сясь.
По северо-восточной окраине села проходит автодорога А114 (Вологда — Новая Ладога).
В 2 км к северу от села расположена железнодорожная станция Колчаново на линии Санкт-Петербург — Петрозаводск (Волховстроевское отделение Октябрьской железной дороги).

## Демография
| 1862 | 1997  | 2002  | 2007  | 2010  | 2013  | 2017  |
| ---- | ----- | ----- | ----- | ----- | ----- | ----- |
| 22   | ↗1422 | ↘1117 | ↗2802 | ↘2704 | ↗2784 | ↘2514 |

### Национальный состав
По данным Всероссийской переписи населения 2021 года в селе проживали 2346 человек, из них:
 русские — 2274, таджики — 12, белорусы — 7, казахи — 4, немцы — 3, азербайджанцы — 2, удмурты — 2, украинцы — 2, чуваши — 2, армяне — 1, болгары — 1, евреи — 1, коми — 1, корейцы — 1, молдаване — 1, мордва — 1, татары — 1, узбеки — 1, другие национальности — 14 человек, остальные национальность не указали.

## Инфраструктура
Детский сад, детский пульмонологический санаторий, средняя общеобразовательная школа.

## Предприятия
ОАО Агросервисная компания «Колчаново» — заправка, обмен и продажа газовых баллонов.

## Достопримечательности
- Церковь Тихвинской иконы Божьей Матери, построенная в 1862 году архитектором А. Андреевым по проекту К. А. Тона. Каменная с такой же колокольней, тёплая. Престолов три: Тихвинской иконы Божией Матери, Рождества св. Пророка, Предтечи и Крестителя Господня Иоанна и священномученика Василия, епископа Анкирского. Частично разрушена.
- Вторая церковь каменная, однопрестольная — Рождества Христова, построена в 1792 году усердием княгини Феодоры Степановны Мещерской[25].

## Фото

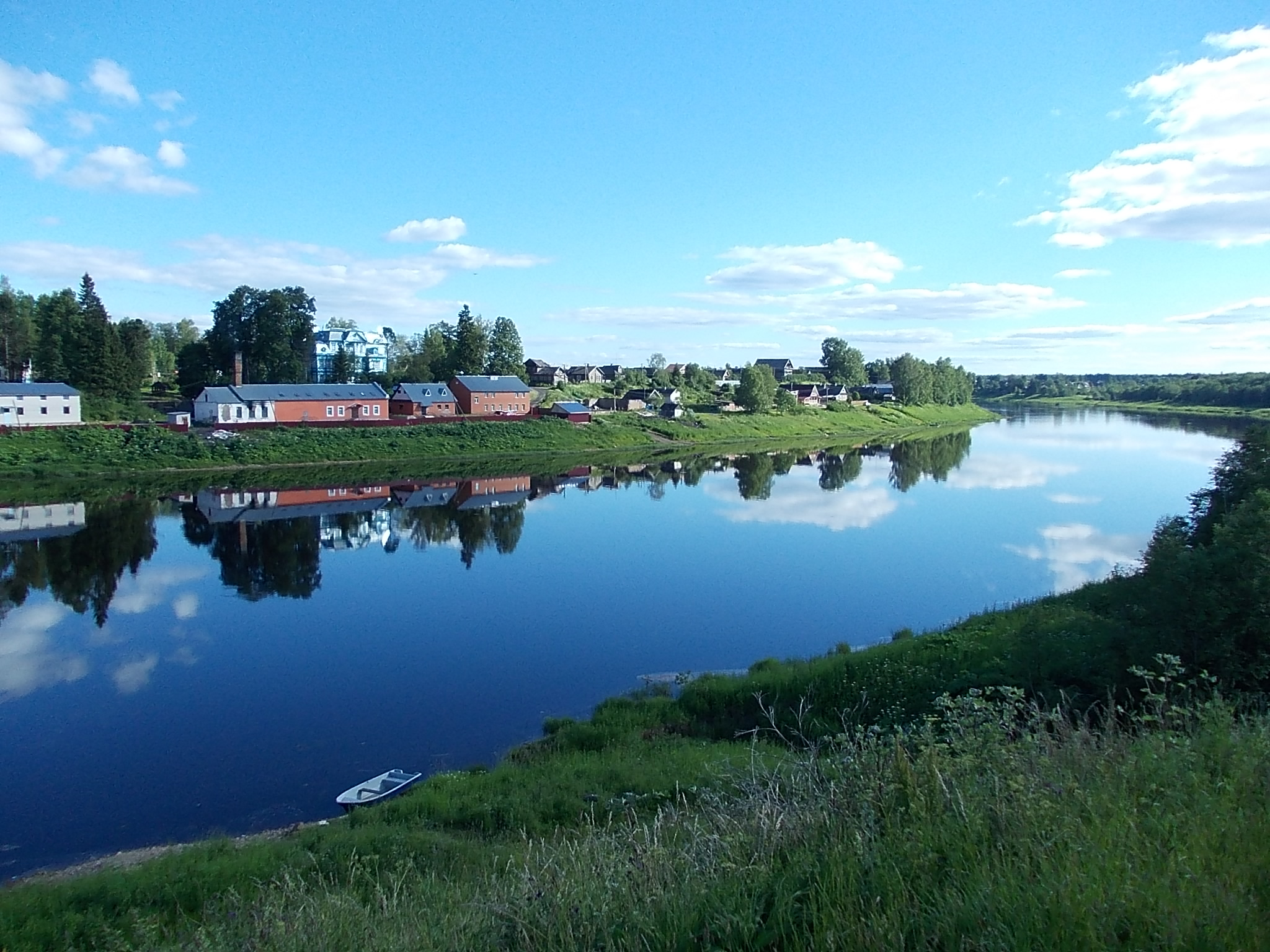
Берег реки Сясь в Колчаново. 2012 год

## Известные уроженцы
- Георг-Пеэтер Мери (1900—1983) — эстонский дипломат, литературовед и переводчик
- Василий Васильевич Сафонов (1914—2007) — педагог, Народный артист РСФСР
- Михаил Михайлович Космачёв (1920—1944) — танкист во время Великой Отечественной войны, Герой Советского Союза (1945)

## Улицы
микрорайон Алексино, Гагарина, Железнодорожная, Зелёная, Клубная, Лесная, Леспромхозовская, Молодёжная, Набережная, Нагорная, Новая, Прибрежная, Советская, Студенческая, Центральная, Чернецкое, Юрцево.